# Ruprechtia maracaensis
Ruprechtia maracaensis är en slideväxtart som beskrevs av J. Brandbyge. Ruprechtia maracaensis ingår i släktet Ruprechtia och familjen slideväxter. Inga underarter finns listade i Catalogue of Life.